# Janáčkovo kulturní centrum

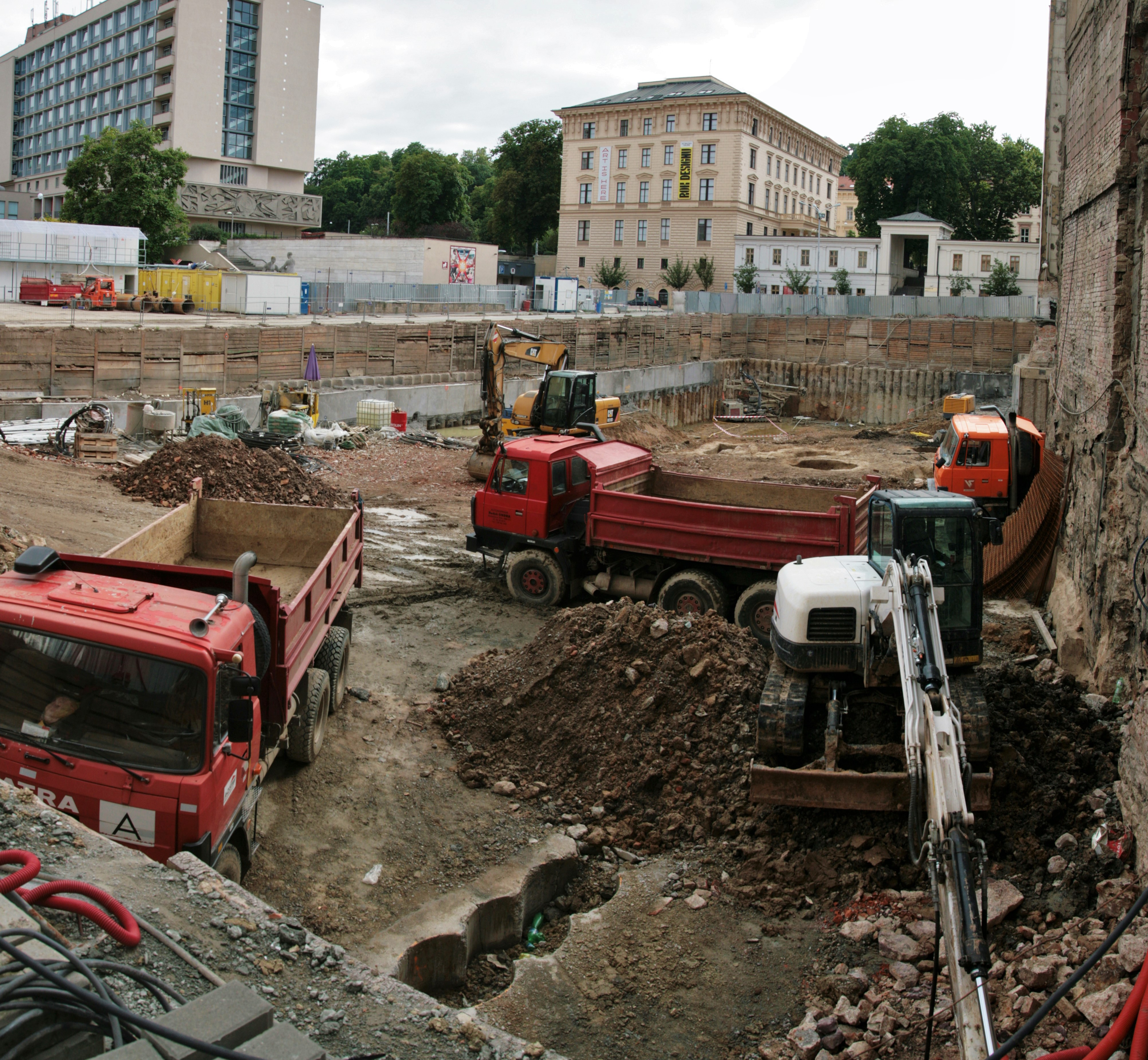
Realizace 1. etapy výstavby (červenec 2016)

Janáčkovo kulturní centrum je budova kulturního a kongresového centra, dlouhodobě diskutovaná, zamýšlená a plánovaná v Besední ulici v historickém centru města Brna, poblíž hotelů International a Slavia a Besedního domu, konkrétně ve volném prostoru dočasného parkoviště, které se nacházelo po stržení celé jižní strany bloku činžovních domů mezi ulicemi Besední, Solniční a Veselá. Hlavním účelem budovy je sídlo a koncertní sál Filharmonie Brno. Vlastní výstavba začala oficiálně v únoru 2015.

## Historie stavby
O zbudování nového vlastního koncertního sálu se uvažovalo už přinejmenším od roku 1956, kdy vznikla brněnská filharmonie, která dlouhodobě využívala nedostačujících prostor Besedního domu a příležitostně také Janáčkova divadla. Na podporu zbudování vznikl také Spolek pro výstavbu nového koncertního sálu v Brně, jehož předsedkyní byla profesorka JAMU Alena Štěpánková-Veselá.

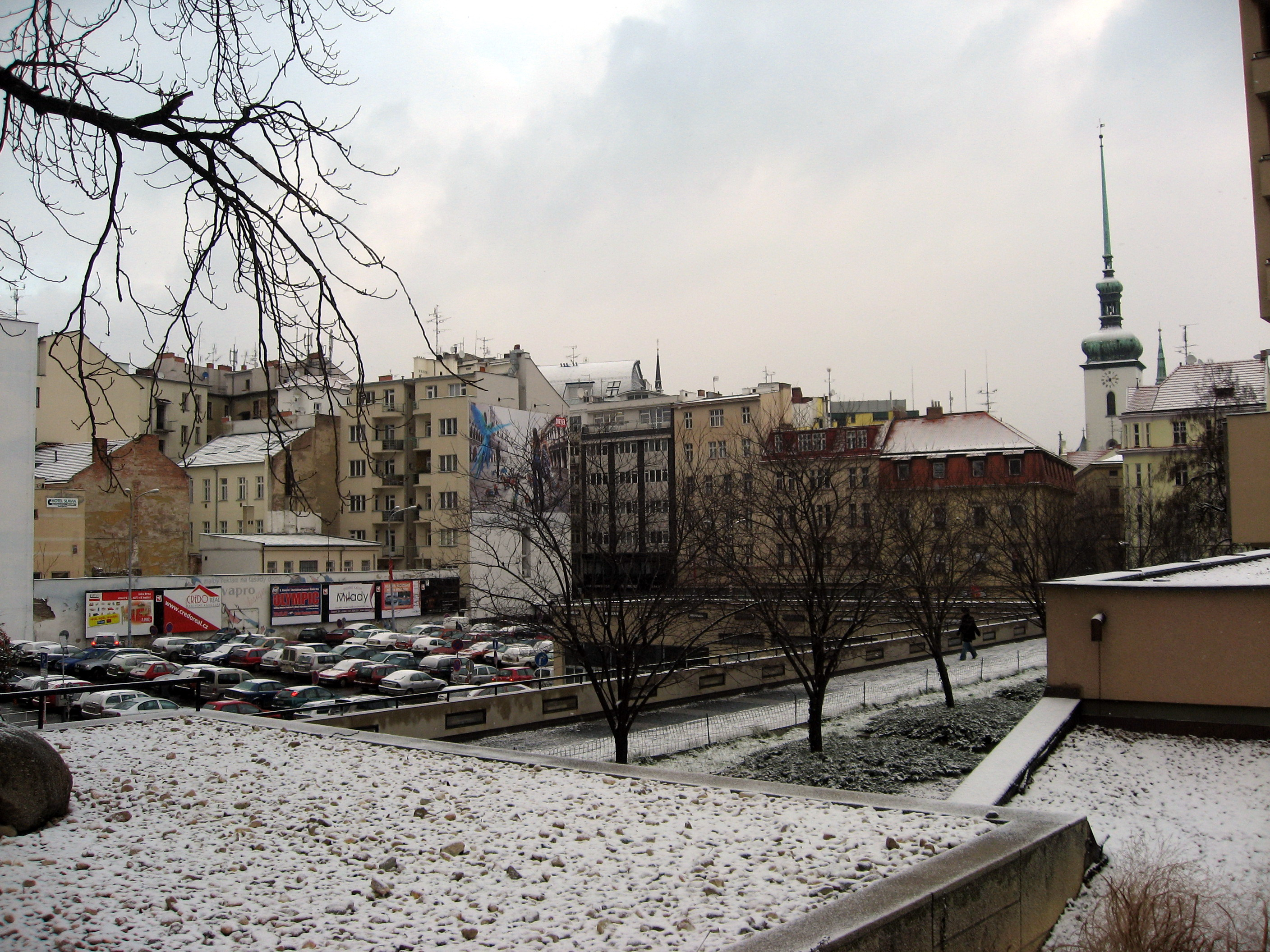
Pohled od hotelu International do Besední a Veselé ulice, vlevo proluka s parkovištěm (rok 2007)

V letech 2003–2004 proběhla čtyřkolová mezinárodní architektonická soutěž, v níž mezi 80 soutěžícími získal 1. místo návrh pražského Ateliéru M1 architekti. Autory návrhu byli Pavel Joba, Jan Hájek a Jakub Havlas, ve spolupráci s Pavlem Brázdou. V letech 2005–2007 byla realizována variantní studie proveditelnosti a v letech 2009–2013 projekt k územnímu řízení. V roce 2006 se přitom uvažovalo třeba i o přesídlení filharmonie do Janáčkova divadla spolu s jeho rekonstrukcí, což však filharmonici odmítali pro nevhodnost prostor. Pro případnou výstavbu se pak uvažovalo i o dalších pozemcích, např. u výstaviště, ale volné parkoviště v centru hned u Besedního domu a v blízkosti několika hotelů z posuzování odborné komise v září 2007 vyšlo jako nejvhodnější. Už v říjnu 2008 ohlašoval náměstek primátora Daniel Rychnovský, že by stavební povolení mohlo být vydáno v roce 2010. Před koncem roku 2009 vzniklo společné memorandum města a Jihomoravského kraje, v němž přislíbily na stavbu 200, resp. 100 milionů korun. K realizaci však zatím nedošlo, město kvůli nevypořádaným majetkovým vztahům a nekompletní projektové dokumentaci nezískalo prostředky z evropských fondů a vlastní či krajské finance pro vybudování celé stavby nedostačovaly, ani když došlo ke zjednodušení projektu. Celkově se náklady odhadovaly na asi 1,2 miliardy korun, z nichž asi 600 milionů město chtělo od státu. Na jaře 2011 se znovu uvažovalo i o jiných lokalitách, např. prostranství u Janáčkova divadla v Rooseveltově ulici. Nové vedení brněnské radnice po volbách 2010 také znovu zvažovalo i možnost úpravy samotného Janáčkova divadla, když s 8letým odstupem počátkem roku 2012 opět nechalo zpracovat akustickou studii.

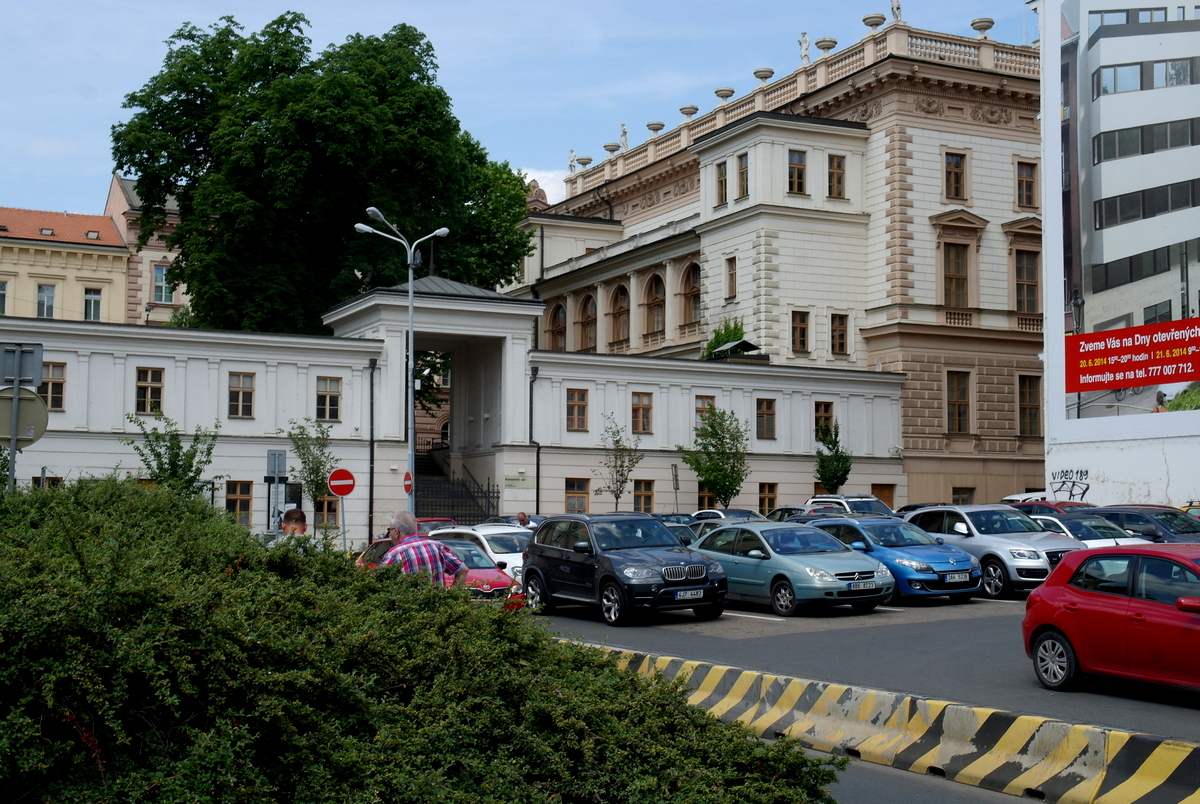
Pohled z Besední ulice přes parkoviště k Besednímu domu před zahájením výstavby (červen 2014)

Nakonec se přece jen přistoupilo ke stavbě v Besední ulici, ovšem s rozdělením na první a druhou etapu. Dne 2. července 2013 bylo vydáno územní rozhodnutí. V létě 2013 město také řešilo převod pozemku určeného pro výstavbu na městskou akciovou společnost Brněnské komunikace. Ještě na jaře 2014, než se jednalo na stavebním úřadě o stavebním povolení, proti územnímu rozhodnutí protestovali obyvatelé sousedních domů.
Na podzim 2014 bylo oznámeno plánované zahájení 1. etapy stavby, na niž Brněnské komunikace jako investor podepsaly smlouvu o realizaci a která měla spočívat především ve vybudování třípatrových podzemních garáží s kapacitou 191 stání a přízemního vstupního objektu, dále úpravě zastřešení do podoby parku a opravy historického objektu Veselá 37. Realizátorem stavby vzešlým z veřejné soutěže byla společnost Janáčkovo centrum Brno, sdružující stavební společnosti OHL ŽS, UNISTAV a STRABAG. Dvouletá stavba 1. etapy měla stát téměř 250 milionů korun bez DPH.

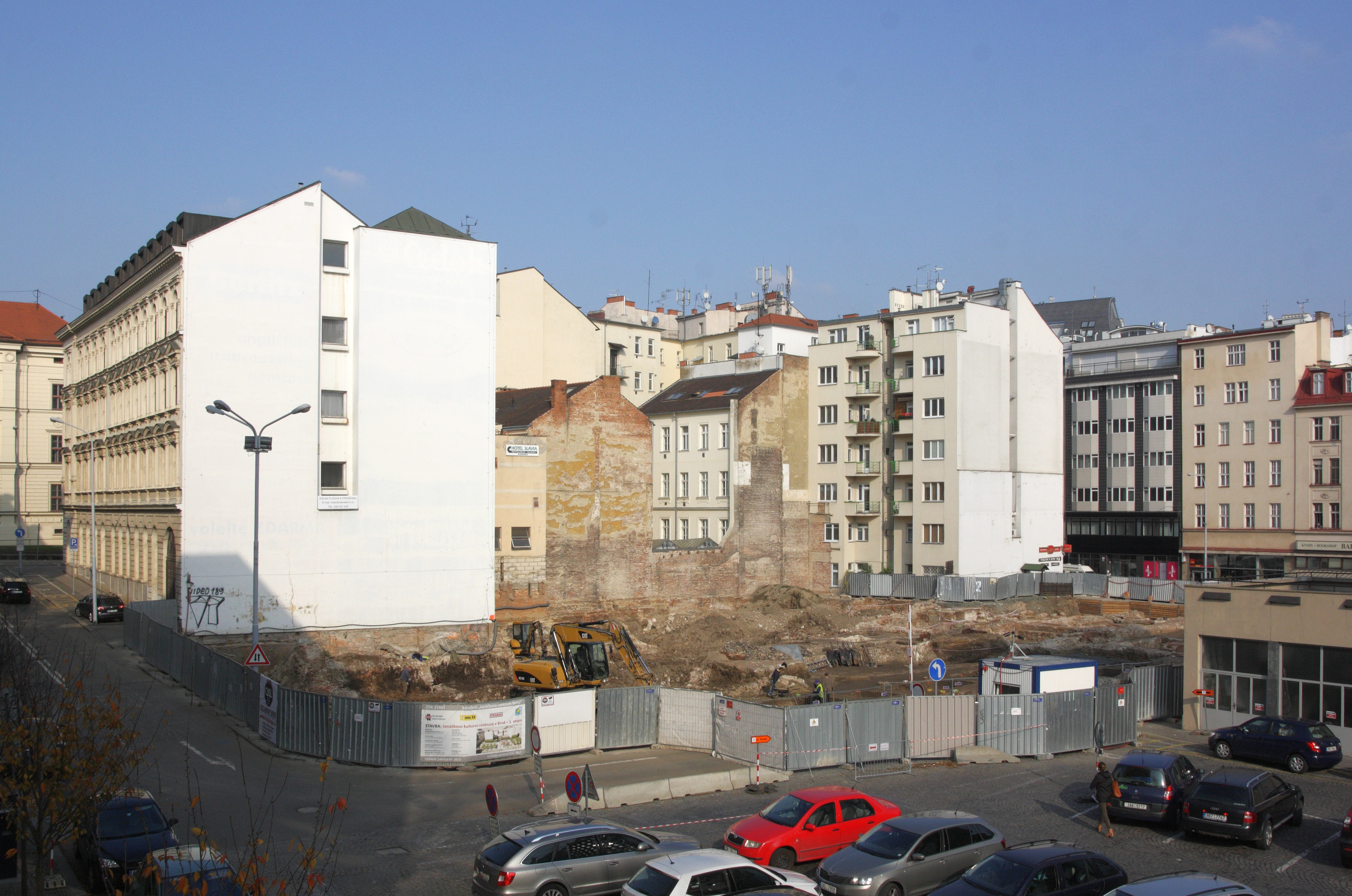
Odkrývka s archeologickým průzkumem (říjen 2015)

Oficiální zahájení stavby poklepáním základního kamene proběhlo 9. února 2015, přípravy probíhaly už od 5. ledna, kdy bylo staveniště předáno. Nejprve proběhly demolice ve vnitrobloku činžovních domů a byl proveden hydrogeologický a archeologický průzkum. Archeologové na parcele nalezli pozůstatky vojenských budov (kasáren) z počátku 18. století, které zakonzervovaly i předchozí stavební vývoj v tomto místě od počátku 13. století. Ve středověku tam stály patrně tři až pět měšťanských domů, které pak byly částečně strženy či začleněny do kasáren. Nalezena byla např. kostra koně, jedinečné byly nálezy zlomků nádob ve tvaru lidských nebo zvířecích tváří, poutního odznaku ze 13. století a další, celkem bylo vyzdviženo asi tisíc beden různých předmětů. Od 11. dubna 2016 byla ve foyer Besedního domu otevřena výstava informačních panelů k provedenému archeologickému výzkumu a vybraných objevů nazvaná Mrtvý kůň ve sklepě. Podle původního záměru se měla stát součástí interiéru nové budovy i část původních středověkých hradeb, z toho však z technických důvodů sešlo. Počátkem roku 2016 v místě započaly samotné stavební práce. V září projekt Sál pro Brno vyhlásil sběr návrhů na obsah poselství určeného k zabudování do základů stavby.

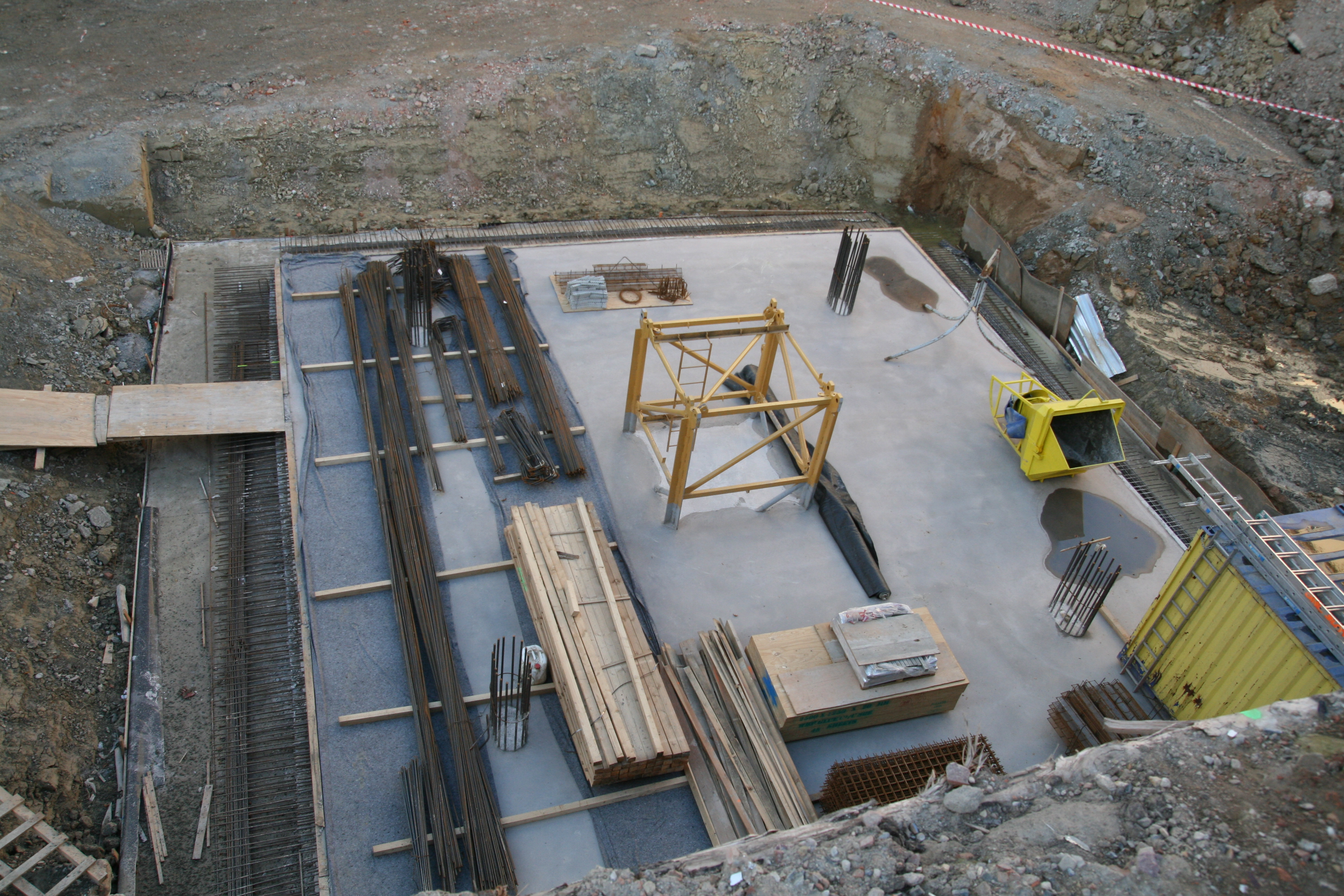
Základová deska na dně stavební jámy (říjen 2016)

Druhá etapa výstavby pak měla zahrnovat samotné zbudování Janáčkova kulturního centra. Ani v době zahájení 1. etapy však ještě město nemělo dostatečné prostředky na její realizaci. Celkově se v roce 2015 odhadovaly náklady na 1,3 miliardy korun, za samotnou nadzemní stavbu koncertního sálu patrně 900 milionů korun. Tehdejší magistrátní koalice zamýšlela do konce volebního období (2018) dospět ke stavebnímu povolení a zajištění financí i pro 2. etapu. V té době už se uvažovalo o tom, že město dá do výstavby 500 až 600 milionů korun. V březnu 2016 přislíbil zájem vlády na realizaci i druhé etapy premiér Bohuslav Sobotka, zatím však bez konkrétního finančního příslibu. V červnu téhož roku i Jihomoravský kraj potvrdil svůj někdejší 100milionový příslib na stavbu centra. V květnu 2016 město vypsalo výběrové řízení na projektanta pro dispoziční řešení budovy a koncertní sál, termín pro podávání přihlášek byl později posunut na 1. srpna téhož roku.

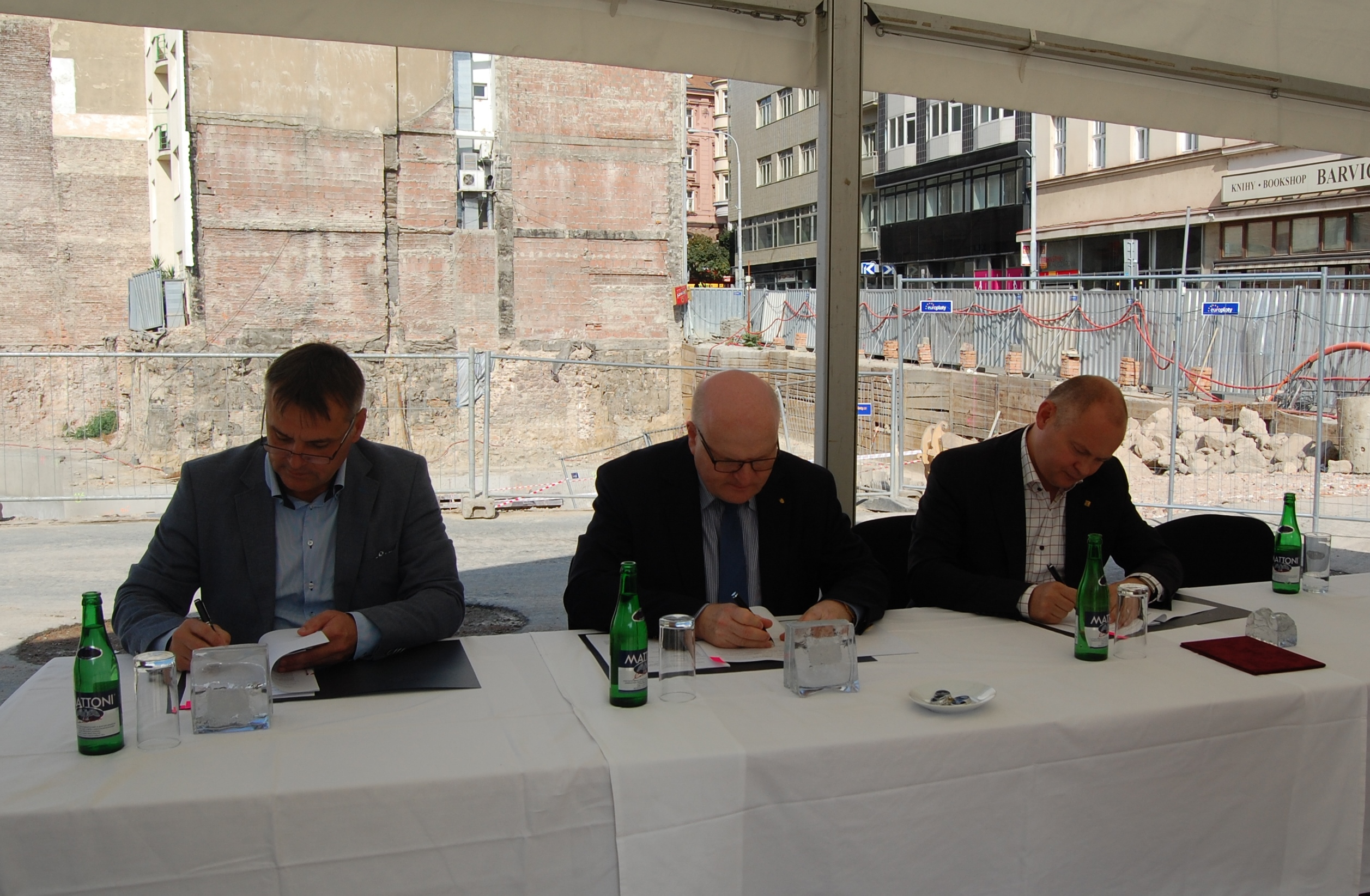
Podpis memoranda o financování Janáčkova kulturního centra (1. 10. 2016)

V září 2016 rada města a následně mimořádně svolané zastupitelstvo odsouhlasilo nové memorandum o financování stavby, podepsáno bylo brněnským primátorem Petrem Vokřálem, jihomoravským hejtmanem Michalem Haškem a ministrem kultury Danielem Hermanem 1. října. Zdroje financování by měly být rozloženy v poměru: 600 milionů korun ministerstvo kultury, cca 550 milionů město a 100 milionů kraj.

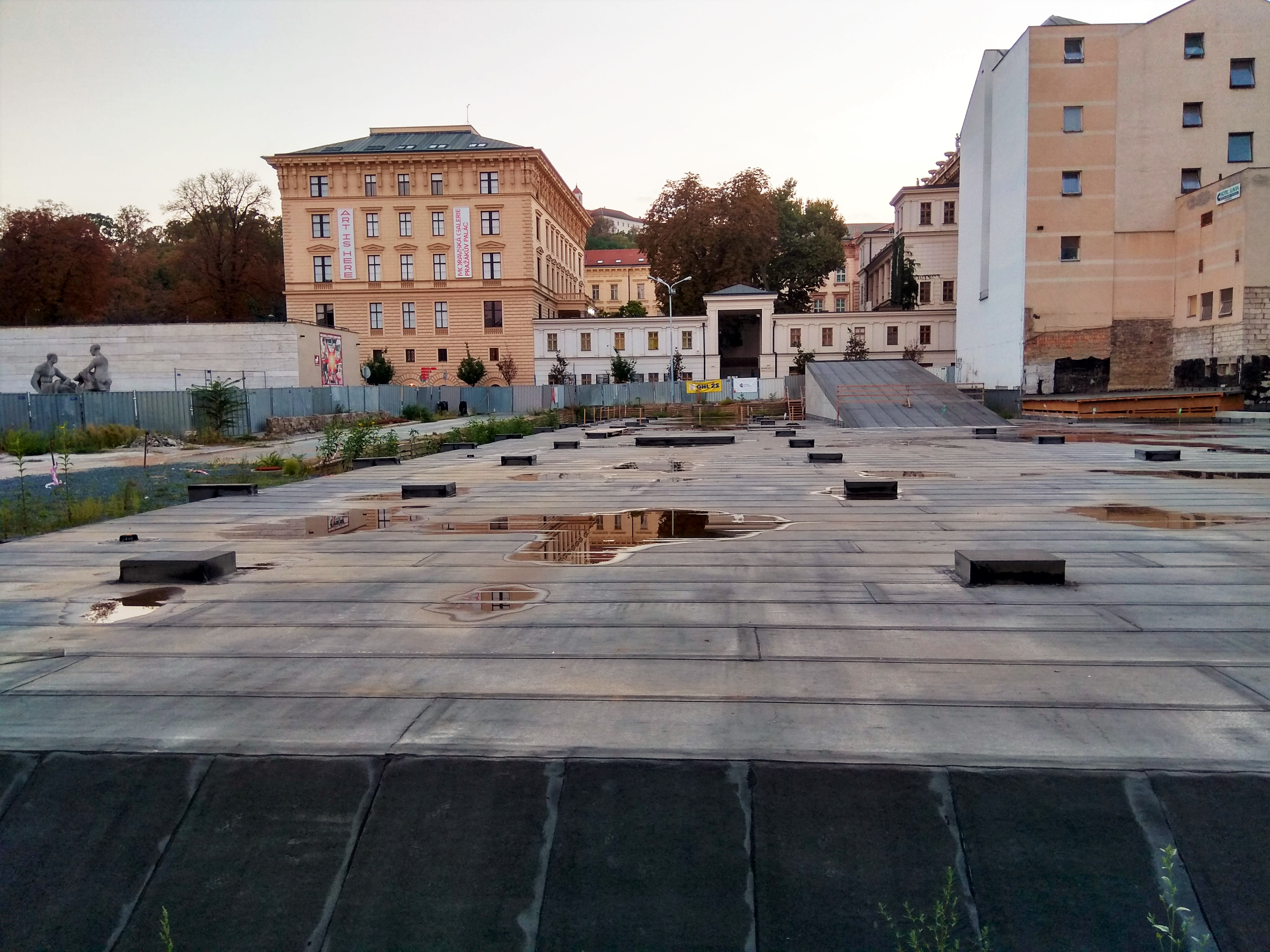
Již dočasně zastřešené podzemní garáže (září 2018).

Dne 14. září 2018 představil generální projektant Tomasz Konior vizualizaci zamýšlené stavby, na níž spolupracoval od ledna téhož roku s japonským akustikem Yasuhisou Toyotou a českým architektem Petrem Hrůšou. Podle projektu se mělo jednat o sál s kapacitou 1 300 míst. Vnější podoba se vyznačovala prolnutím uzavřené části sálu a zázemí s otevřenou částí prosklenou, s dvěma střešními terasami a malým náměstím před budovou. Brněnský primátor Petr Vokřál při té příležitosti, krátce před komunálními volbami, oznámil záměr dokončit celou stavbu do roku 2022, tak aby v ní mohl začít provoz v roce 2023. Ředitelka Filharmonie Brno současně zmínila, že dosud používané pojmenování Janáčkovo kulturní centrum nemusí být finální a mohlo by se ještě změnit.
Po představení vizualizace se však ozvali architekti z pražského Ateliéru M1 v čele s Pavlem Jobou, kteří v roce 2004 vyhráli v architektonické soutěži o podobu budovy a v roce 2016 uzavřeli s městem licenční smlouvu. Podle nich bylo možno na vítězný návrh navázat, ne však jej výrazně změnit. Jejich plán přitom počítal jen s kapacitou 900 až 1000, nově představená koncepce byla oproti němu vyšší i širší, zasahovala až do soukromých pozemků, na nichž v té době stála trafostanice hotelu International. Oznámili tak záměr podat žalobu pro porušení licenční smlouvy. V únoru 2019 došlo k dohodě mezi městem a architekty na stažení žaloby. Realizaci upraveného návrhu totiž bránilo mimo jiné již vydané územní rozhodnutí, jehož změna by si vyžádala další odklad, takže došlo k rozhodnutí realizovat stavbu podle původního návrhu.
V červnu 2020 magistrát oznámil, že 2. etapa výstavby získala stavební povolení.